# Mauricio Ocampo
Mauricio Ocampo Esparza (Città del Messico, 24 marzo 1941) è un ex nuotatore messicano.
Ha fatto parte del Messico che ha partecipato ai Giochi di Roma 1960, partecipando alla gara dei 400m sl, 1500m sl, Staffetta 4x200m sl e Staffetta 4x100m
Ai III Giochi panamericani, ha vinto 1 argento nella Staffetta mista 4×200m sl.
Ai Giochi centramericani e caraibici ha vinto:
- 1959 4 ori: 400m sl, 1500m sl, 400m misti, Staffetta 4×200m sl
- 1962

3 ori: 400m sl, 400m misti, Staffetta 4×200m sl
1 bronzo: 1500m sl
Era il fratello di Walter Ocampo, anche lui nuotatore olimpico.